# Duncan Starr Johnson
Duncan Starr Johnson (21 de julio de 1867, Cromwell, Connecticut-16 de febrero de 1937, Baltimore) fue un botánico y destacado briólogo estadounidense.
Era hijo de Edward Tracy y de Lucy Emma Starr. Se gradúa de Bachiller de ciencias en la Universidad Wesleyan en 1892 y su Ph.D. en la Universidad Johns Hopkins.
Fue asistente en botánica en la Universidad Johns Hopkins de Baltimore de 1898 a 1899, luego asociado de 1899 a 1901, pasando un año en la Universidad de Múnich, luego profesor asociado de 1901 a 1906 y profesor a partir de 1906.
Se casa con Mary E.G. Lentz el 22 de junio de 1904, teniendo dos hijos.
Dirige el Jardín botánico de la universidad a partir de 1913. Viaja seis veces a Jamaica para herborizar. Fue miembro de numerosas sociedades científicas como la American Association for the Advancement of Science y la Botanical Society of America (donde fue vicepresidente de 1905 a 1907).
Recibe un Doctorado en Ciencias honorífico en 1932.

## Obra
- On the development of certain Piperaceae. Edición reimpresa de Univ. of Chicago Press, 20 pp. 1902

- Con Harlan Harvey York (1875-?), The Relation of Plants to Tide Levels. 1915

- The Fruit of Opuntia fulgida and Proliferation in Fruits of the Cactaceae. 1918

- Con Alexander Frank Skutch (1904-2004), Littoral Vegetation on Mt. Desert Island. 1928

- History of the Discovery of Sexuality in Plants. Editor Gral. Books, 26 pp. ISBN 0217084788 2010

- La abreviatura «D.S.Johnson» se emplea para indicar a Duncan Starr Johnson como autoridad en la descripción y clasificación científica de los vegetales.[1]